# Славеи
Славеите (Luscinia) са род птици от семейство Мухоловкови (Muscicapidae).
Таксонът е описан за пръв път от Томас Игнасиъс Мария Фостър през 1817 година.

## Видове
- Luscinia akahige
- Luscinia brunnea
- Luscinia calliope - сибирски славей
- Luscinia cyane - син славей
- Luscinia cyanura
- Luscinia komadori
- Luscinia luscinia - северен славей
- Luscinia megarahyncha
- Luscinia megarhyncha
- Luscinia megarhynchos - южен славей
- Luscinia obscura
- Luscinia pectardens
- Luscinia pectoralis - химайлайски славей
- Luscinia phaenicuroides
- Luscinia phoenicuroides
- Luscinia ruficeps
- Luscinia sinuata
- Luscinia svecica - синьогушка

## Други
На славиеите е наречена улица в квартал „Борово“ в София (Карта).